# Åfors
Åfors är en bruksort norr om Eriksmåla i Algutsboda socken i Emmaboda kommun i norra delen av vid Yggersrydsjöns södra utlopp i Lyckebyån. Bebyggelsen klassades av SCB fram till 2020 som en del av tätorten Eriksmåla, men vid avgränsningen 2020 som en separat småort.  Härifrån har släkten Åfors sitt namn.
Samhället är uppbyggt kring glasbruket med samma namn. På orten finns även ett Folkets hus med biograf, keramikförsäljning och goda badmöjligheter. Orten delar vissa funktioner (till exempel bibliotek och förskola) med grannorten Eriksmåla, vilket också är postadressen till Åfors.
Glasbruket släckte sin sista ugn 2013.

## Kultur och i media
Åfors har även fått uppmärksamhet genom att filmen Mitt liv som hund till stor del spelades in där.
Under hösten 2006 pågick ett teaterprojekt i Åfors som hette "I skenet från en glasugn". Alla som arbetade med teatern var ifrån trakten och pjäsen handlade om Åfors brukshistoria ur en arbetarperspektiv. Premiären var den 11 november i Åfors folkets hus och de blev sammanlagt åtta föreställningar plus två extra föreställningar.

## Bildgalleri

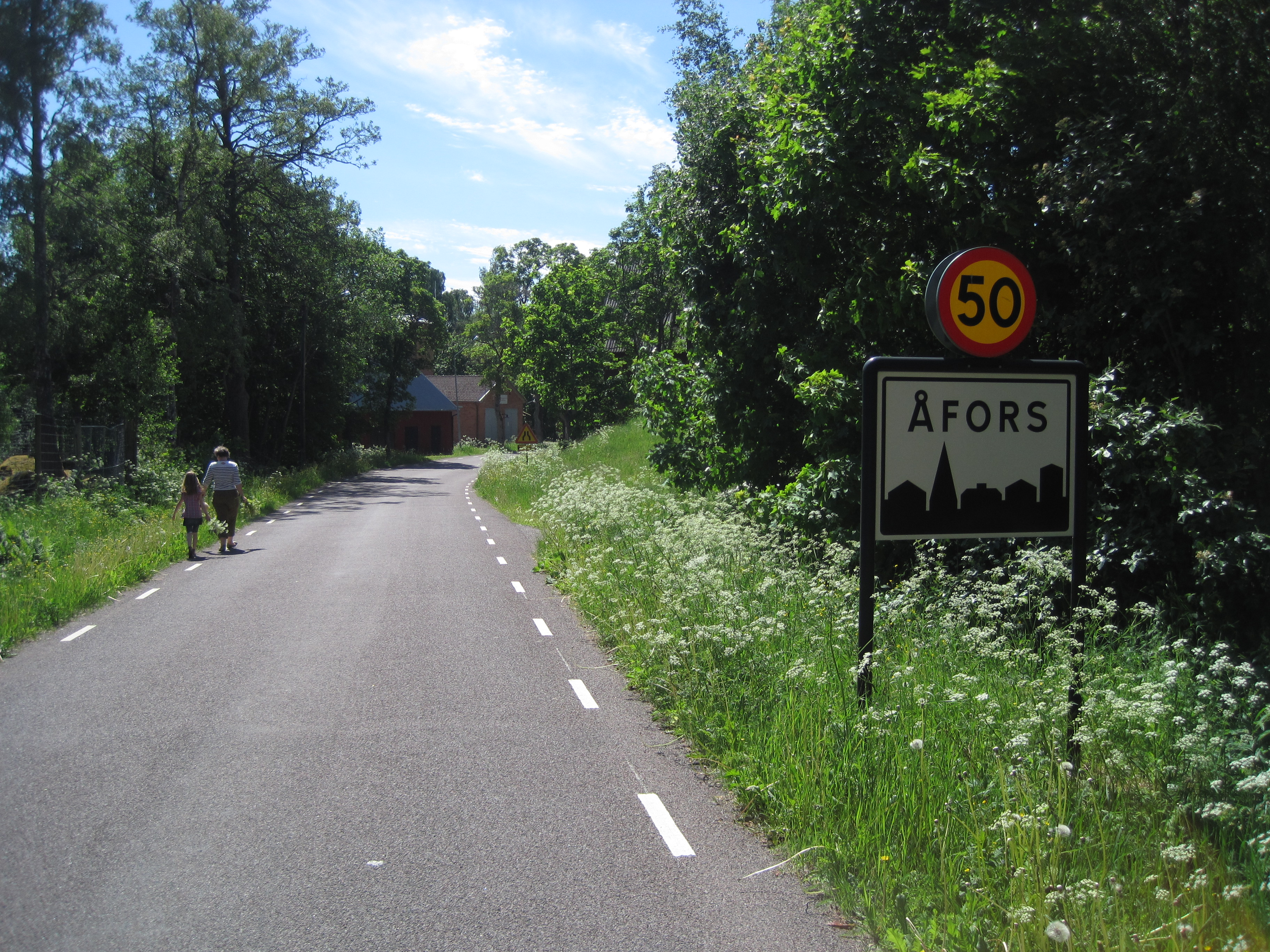
Infart till Åfors från öster (juni 2011).
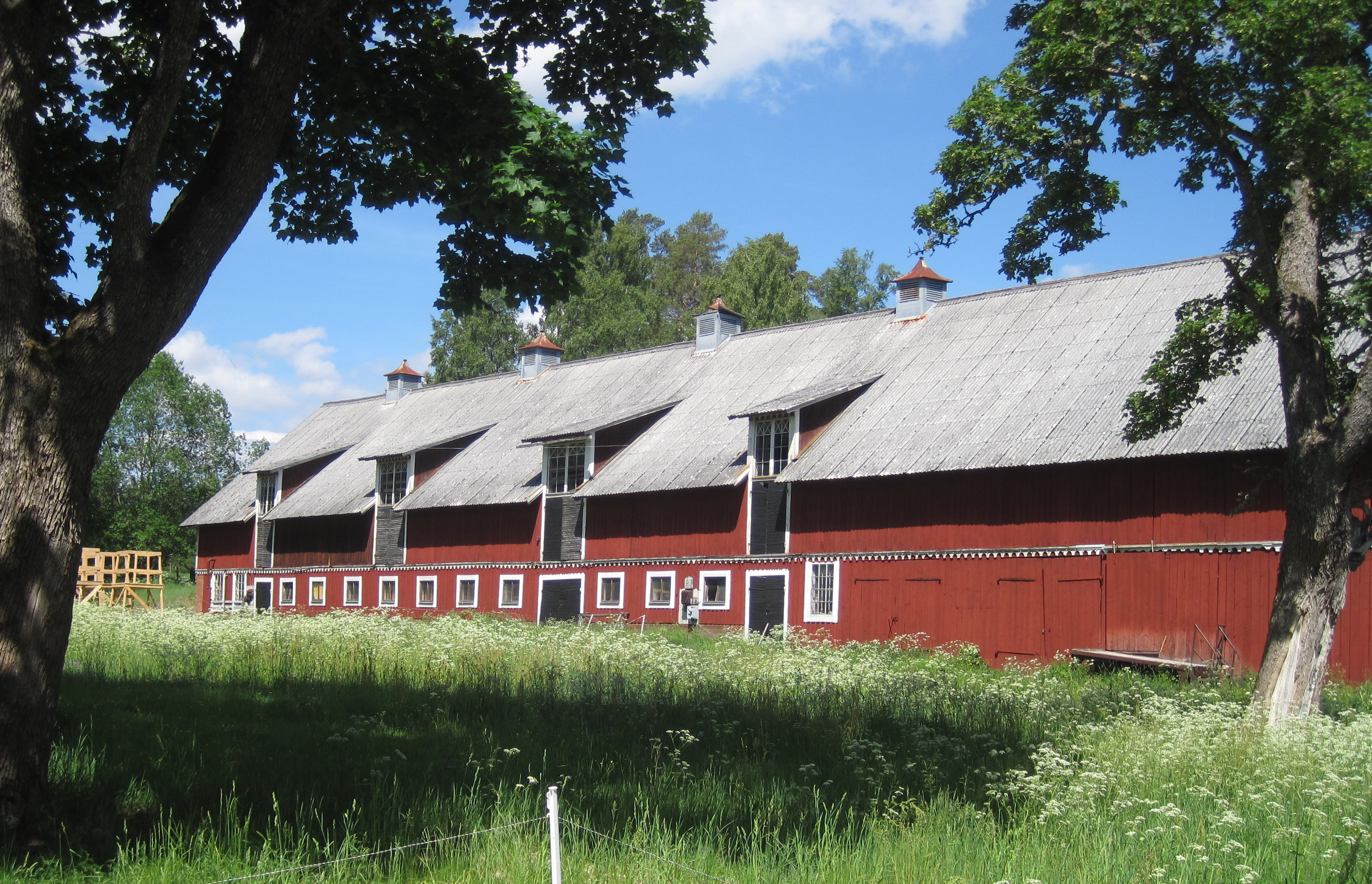
Den stora ladan som spelar en framträdande roll i filmen Mitt liv som hund (juni 2011).
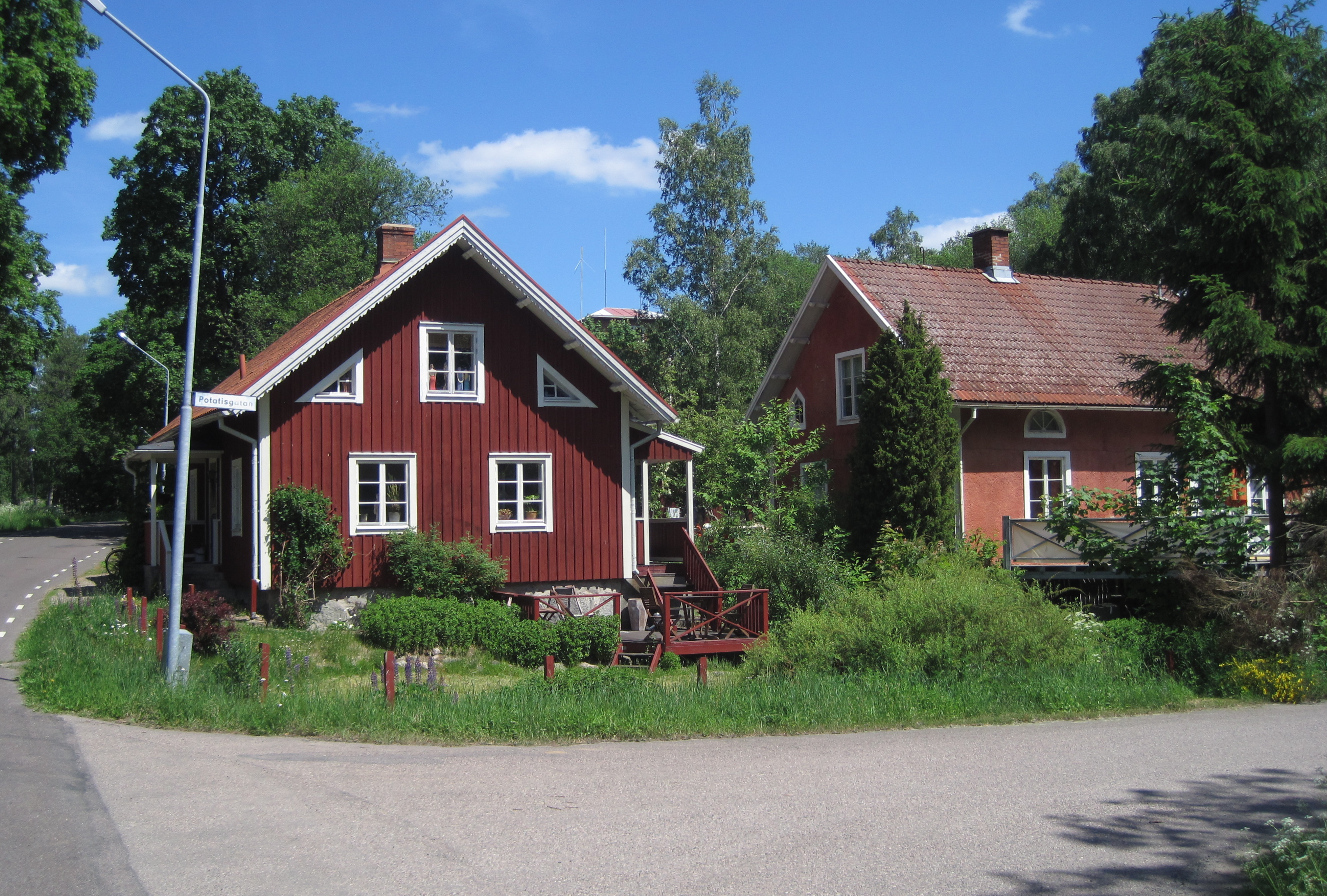
Äldre bostadsbebyggelse längs Potatisgatan (juni 2011).
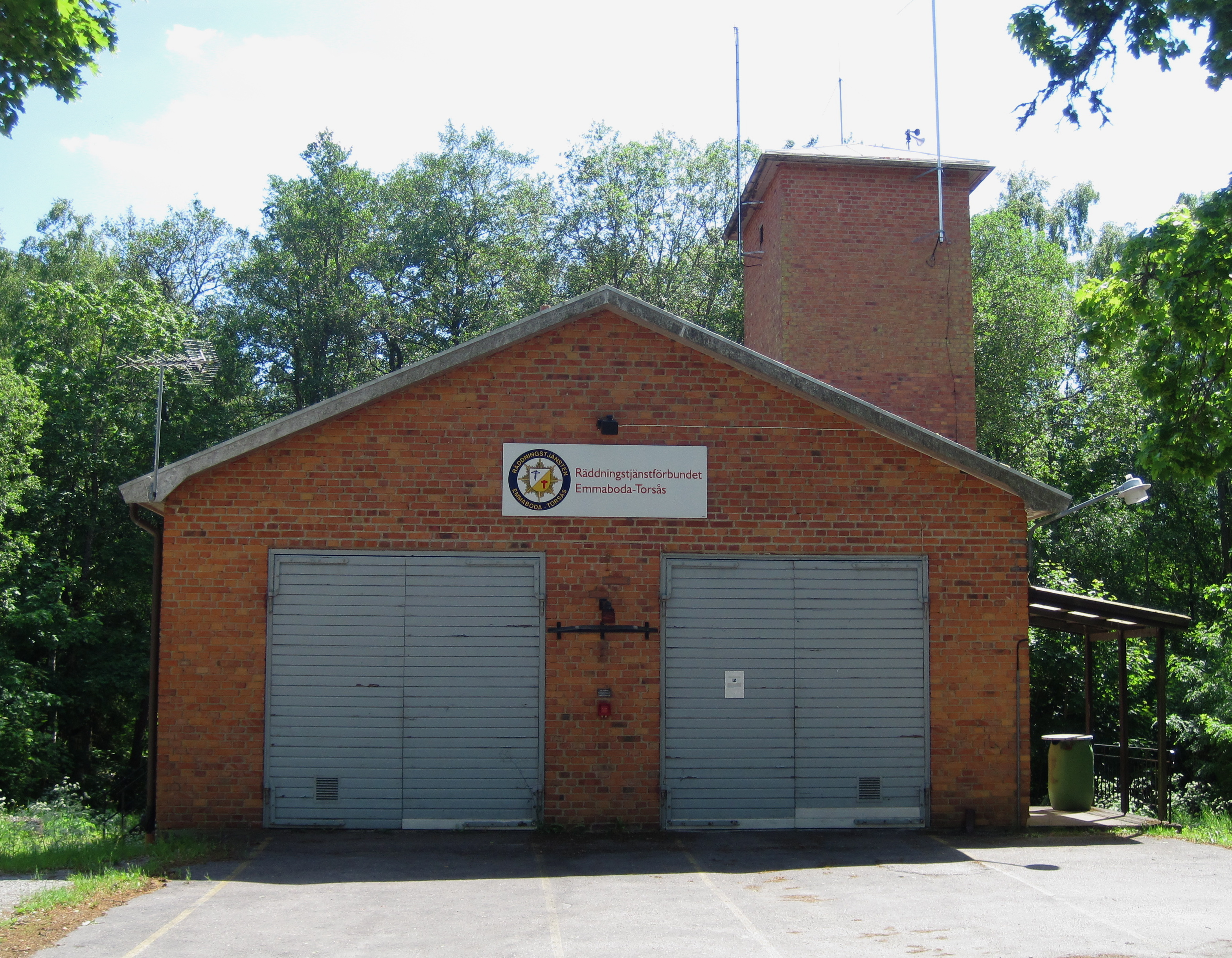
Den lokala brandstationen för räddningstjänsten i Emmaboda-Torsås (juni 2011).
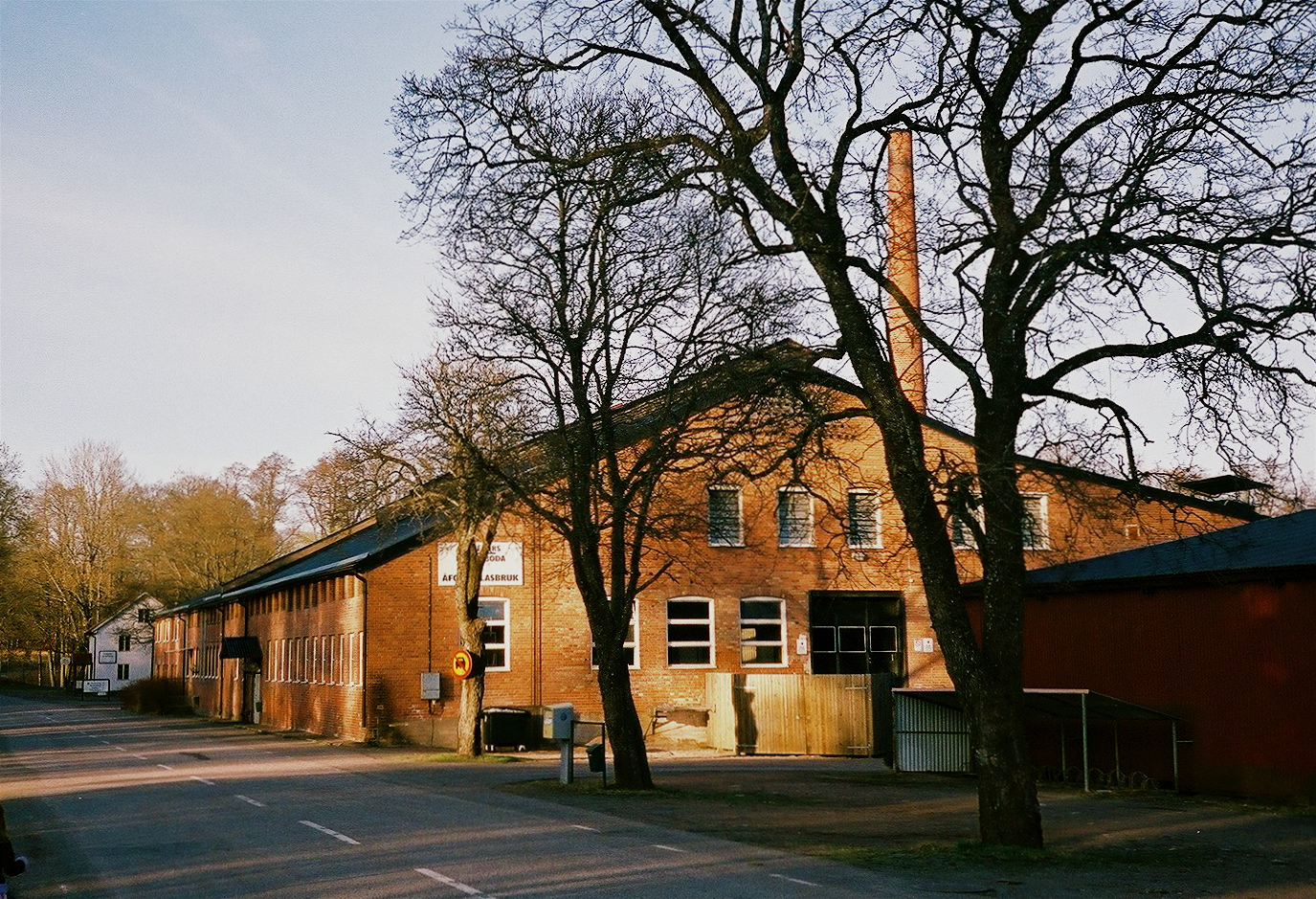
Glasbruket (april 2009).